# Idaea algeriensis
Idaea algeriensis là một loài bướm đêm trong họ Geometridae.